# Стадо говеда
„Стадо говеда“ е картина на Златю Бояджиев от 1967 г.
Картината е част от фонда на Националната художествена галерия в София. От 2011 г. се намира в кабинета на президента на Република България.
„Стадо говеда“ е сред най-характерните творби на Златю Бояджиев, рисувани през периода, когато рисува с лявата си ръка до парализата му, а творбите му са по-самобитни и експресивни.